# Ed Trucco
Edward Trucco (Nueva York, Estados Unidos; 3 de junio de 1963) es un actor puerto rico-estadounidense de cine y televisión. Ha intervenido en más de 10 películas estadounidenses y algunas series en roles de reparto así como también ha actuado para la empresa hispana Telemundo.

## Filmografía[1]

#### Telenovelas
| Año  | Título                | Personaje             |
| ---- | --------------------- | --------------------- |
| 2019 | Por amar sin ley      | Agente de inmigración |
| 2018 | Al otro lado del muro | Patrick O'Hara        |

#### Series de televisión
| Año       | Título                | Personaje                                  |
| --------- | --------------------- | ------------------------------------------ |
| 2022      | La Reina del Sur      | Ernie Palermo                              |
| 2019      | No te puedes esconder | Pete                                       |
| 2017      | Electron Blade        | Cephas                                     |
| 2017      | Milagros de Navidad   | Tom                                        |
| 2016      | Limitless             | Mister X                                   |
| 2015      | Mr. Robot             | Business Man #1                            |
| 1995-2001 | Law & Order           | Paramedic / Manning                        |
| 1994      | WWE Monday Night RAW  | Él mismo de anunciante doblando en español |

#### Cine
| Año  | Película                               | Personaje           |
| ---- | -------------------------------------- | ------------------- |
| 2023 | Distancia                              | Alejandro           |
| 2018 | Rumba love                             | Jim                 |
| 2018 | Two Sisters                            | Cooper              |
| 2018 | Broome Street Boys                     | Eddie               |
| 2018 | Even After Everything                  | Richard Warren      |
| 2018 | Fists of Love                          | Chris               |
| 2018 | Prior's Silhouette                     | Prior Harvey        |
| 2018 | The Rainbow                            | Ex-Boyfriend        |
| 2018 | No Time for BS                         | Son                 |
| 2017 | Runaway                                | Mason               |
| 2016 | Gold                                   | Bartender           |
| 2016 | America Adrift                         | /                   |
| 2016 | The Sentinel                           | Joel Pratt          |
| 2015 | Uncharted: Whence the Devil Came       | Nathan 'Nate' Drake |
| 2013 | Truth Will Out                         | Frank               |
| 2012 | Road to Esperanza                      | Frank Hargus        |
| 2011 | Antifaz                                | Captain Phillip     |
| 2010 | Silverlake Video: The Movie            | CISCO               |
| 2010 | Postales                               | Paul                |
| 2009 | One Night Stand                        | Robert              |
| 1984 | Conneccion Caribe                      | Quique              |
| 1982 | Una aventura llamada Menudo (película) | Edward              |